# Curcuma heyneana
Curcuma heyneana là một loài thực vật có hoa trong họ Gừng. Loài này được Valeton & Zijp mô tả khoa học đầu tiên năm 1917. Tên địa phương tại Java là temu giring. Các tên gọi khác còn có djaha (tại Tomo, Sumedang, Tây Java), tema giring, tema litjin, tema konèng, tema lateng (tại Pasuruan, Đông Java) hay temu poh (tại Rembang, Trung Java và Kediri, Đông Java).

## Phân bố
Loài này tìm thấy tại Java và Bali trên quần đảo Tiểu Sunda, Indonesia. Môi trường sinh sống là rừng, ở cao độ 177–900 m. Tuy nhiên, do nó được trồng rộng rãi ở Indonesia nên phân bố và tình trạng của quần thể tự nhiên là không chắc chắn.

## Mô tả
Cây thân thảo sống lâu năm, cao đến 2 m. Phần trên mặt đất chết đi vào đầu mùa khô và nảy nở vào đầu mùa mưa. Sau khi lá rụi, thân rễ có các rễ hình chỉ rủ xuống và bao gồm một củ chính từ đó 4-5 thân rễ dài xuất hiện ở hai bên, bản thân chúng lại tiếp tục phân nhánh. Đôi khi có 2-3 thân hành chính nằm cạnh nhau. Trong trường hợp này thì các thân rễ thường phát triển ở phía tự do của củ chính, sao cho củ chính và các thân rễ thường nằm trong cùng một bề mặt. Củ chính thuôn dài, hình elip với đỉnh nhọn dễ thấy, dài tới 13,5 cm và dày tới 6 cm. Đỉnh nhọn ở góc 25-40ᵒ, thường khoảng 30ᵒ. Các thân rễ khá thẳng, nằm ngang và hướng lệch xuống dưới. Thân rễ sơ cấp mọc trực tiếp trên củ chính, thuôn dài, dài tới 21 cm và dày tới 3,5 cm. Thân rễ thứ cấp vuông góc nhiều hay ít so với thân rễ sơ cấp và phát triển ở cả hai bên của thân rễ sơ cấp. Chúng dài tới 10,5 cm và dày tới 2,5 cm. Củ chính và các thân rễ có ruột màu vàng chanh tươi. Bề mặt các thân rễ già gần như không lông, tại nhiều chỗ, đặc biệt là dưới chồi, có các đốm và sọc màu nâu nhạt hay sẫm, hướng theo chiều dọc của thân rễ đó. Các vảy của thân rễ (đặc biệt trên các thân rễ non) cũng có đốm nâu. Lóng thân rễ dài 0,5-1,9 cm. Thân rễ có vị đắng và mùi thơm. Các củ rễ thuôn dài-hình elip, đôi khi cong, nhọn nhiều hay ít ở hai đầu, ruột màu vàng nhạt tới trắng, với màu vàng đậm hơn xung quanh vòng các bó mạch. Bề mặt các củ rễ già đôi khi có mụn cơm, đốm nâu, dài tới 11 cm và dày tới 3 cm ở điểm dày nhất. Thân giả được khoảng 2 bẹ không lá màu xanh lục trên mặt đất bao quanh. Lá 5-9, chủ yếu là 7, xếp thành 2 hàng, thuôn dài và hình mác. Lá thấp nhất không cuống hoặc có cuống rất ngắn, các lá khác có cuống. Cuống lá trên cùng dài tới 40 cm. Các lá càng thấp thì cuống càng ngắn. Phiến lá thứ 4 tính từ dưới lên dài 75–77 cm, rộng 22–24 cm. Phiến lá của lá trên cùng nhất dài tới 90 cm, rộng 14–16 cm. Bẹ và cuống lá màu xanh lục. Gân giữa xanh lục ở mặt trên, với các lá già có vạch màu nâu đỏ rỉ sắt rất mỏng ở giữa, thường không thấy ở 2-3 lá trên cùng khi chúng còn non và chỉ thấy sau này, màu xanh lục ở mặt dưới. Phần còn lại của phiến lá màu xanh lục, nhẵn nhụi cả hai mặt, nhọn mảnh ở đỉnh, thu hẹp dần ở đáy và hợp lại với cuống lá có rãnh. Lưỡi bẹ hình chữ V nỏi cao trên cuống lá có rãnh, chỉ dài ~3 mm, không thò ra phía trên rãnh. Cành hoa bông thóc ở bên, không tính cuống dài 13–17 cm, hình trụ, rộng dần về phía trên, phía dưới 7,5–9 cm, phía trên 10-12,5 cm. Cuống dài 16–24 cm, thường được 3 lá suy hóa (cataphyll) màu xanh lục bao quanh. Lá bắc sinh sản và lá bắc mào có lông nhung ngắn cả hai mặt. Lá bắc mào thuôn dài-hình elip, màu tía nhạt-hồng, nhạt màu hơn ở gốc và sẫm màu hơn ở đỉnh, dài ~6 cm, rộng ~2,4 cm, mọc cách nhau khoảng 1/5 chiều dài của chúng, nhọn đỉnh. Lá bắc sinh sản hình elip rộng, nhọn đầu, hợp sinh khoảng 1/3-1/4 chiều dài, màu xanh lục, dài ~4 cm, rộng ~2,5 cm, chủ yếu với 7 chồi hoa, nhưng không phải tất cả đều nở. Các hoa thò ra ~1 cm từ các lá bắc. Chiều dài không tính bầu nhụy là 4,2-4,6 cm. Đài hoa màu trắng, dài ~1,2 cm,hình quả lê rộng, có lông ngắn, 3 răng thuôn tròn, răng lớn nhất rộng ~6 mm, xẻ tới khoảng nửa chiều dài ở một bên (4–6 mm). Ống tràng màu vàng nhạt, hình chuông, dài 2,7 cm. Cánh hoa màu trắng, với các hoa không nở có màu hồng nhạt ở đỉnh. Các cánh hoa bên có rất ít lông, cánh hoa lưng có lông, mỏ dài 2–3 mm và có lông trên lưng về phía đỉnh. Nhị lép màu vàng nhạt, dài ~1,4 cm và rộng ~1,2 cm, hình elip rộng, thuôn tròn ở đỉnh. Nhị màu vàng nhạt, dài 4,5 mm, rộng 3 mm. Bao phấn với cựa rộng thò ra. Mô liên kết hình lưỡi nhỏ màu vàng hơi nằm ngang với mô vỏ bao phấn phía trên. Cánh môi màu vàng, mép gợn sóng, gần tròn, ở giữa có sọc màu vàng sẫm, rộng ~1,8 cm và dài ~1,9 cm, thùy trung tâm xẻ sâu khoảng 4 mm, gần như không tách rời khỏi các thùy bên.

## Sử dụng
Người dân trên đảo Java từng sử dụng nó làm phương thuốc chống béo phì, tẩy giun và diệt giòi hay trong thành phần của kem bôi da gọi là boreh. Người Ả Rập, đặc biệt là phụ nữ, sử dụng loại kem này để tẩy mùi cơ thể sau khi ăn thịt dê. C. heyneana theo truyền thống được sử dụng ở Malaysia và Indonesia như một loại thuốc tẩy giun sán, tẩy tế bào chết trên da và chữa lành vết thương. Nó chứa khoảng 0,43% tinh dầu, được phân loại là các sesquiterpene (87,3%), diterpene (4,8%), và monoterpene (3,0%).